# Mini-Südpazifikspiele 1981
Die South Pacific Mini Games 1981 wurden vom 7. bis zum 16. Juli 1981 in Honiara auf den Salomonen ausgetragen und waren die erste Auflage dieser Veranstaltung. Teilnehmer aus 16 Nationen ermittelten in fünf Sportarten die Medaillengewinner bei insgesamt 51 Entscheidungen.

## Hintergrund
Die Veranstaltung wurde im Rahmen der Organisation der „großen“ South Pacific Games geplant, um die vierjährige Lücke zwischen deren Austragungen zu halbieren. Als Veranstaltungsort sollten zukünftig Länder dienen, denen die Austragung der South Pacific Games aufgrund ihres Umfangs nicht möglich erscheint. Die Eröffnung der South Pacific Mini Games 1981 fand am dritten Jahrestag der Unabhängigkeit der Salomonen vom Vereinigten Königreich statt. Im Verlauf der Spiele wurden Unstimmigkeiten und Boykottankündigungen bezüglich der South Pacific Games 1983 im Dialog ausgeräumt.

## Sportarten
- Boxen (nur Männer)
- Fußball (nur Männer)
- Leichtathletik
- Netball (nur Frauen)
- Tennis

## Medaillenspiegel
| Platz | Land                   | Gold | Silber | Bronze | Gesamt |
| ----- | ---------------------- | ---- | ------ | ------ | ------ |
| 1     | Neukaledonien          | 17   | 17     | 11     | 45     |
| 2     | Französisch-Polynesien | 10   | 7      | 5      | 22     |
| 3     | Papua-Neuguinea        | 8    | 6      | 6      | 20     |
| 4     | Fidschi                | 5    | 5      | 10     | 20     |
| 5     | Westsamoa              | 4    | 2      | 3      | 9      |
| 6     | Salomonen              | 2    | 6      | 9      | 17     |
| 7     | Amerikanisch-Samoa     | 2    | 1      | 0      | 2      |
| 8     | Cookinseln             | 1    | 3      | 0      | 4      |
| 9     | Tonga                  | 1    | 0      | 2      | 3      |
| 10    | Wallis und Futuna      | 1    | 0      | 1      | 2      |
| 11    | Vanuatu                | 0    | 4      | 8      | 12     |
| 12    | Guam                   | 0    | 0      | 0      | 0      |
| 12    | Kiribati               | 0    | 0      | 0      | 0      |
| 12    | Nauru                  | 0    | 0      | 0      | 0      |
| 12    | Norfolkinsel           | 0    | 0      | 0      | 0      |
| 12    | Nördliche Marianen     | 0    | 0      | 0      | 0      |